# Мочалов Павло Степанович
Павло Степанович Мочалов (15 листопада 1800 — 28 березня 1848) — один із величніших російських акторів епохи романтизму. Служив у московському Малому театрі.

## Біографія
Павло Степанович Мочалов народився 3 (15) листопада 1800 року в Москві, в сім'ї кріпаків-акторів — Степана Федоровича (1775—1823) і Авдотьї Іванівни Мочалових, які були кріпаками поміщика Н. Н. Демидова і грали в його домашньому театрі. У 1803 вони були віддані в трупу московського театру Петровського М. Медокса. У 1806 разом з усім Петровським театром увійшли до московської трупу імператорських театрів і всією сім'єю отримали вільну. Двоє їхніх дітей теж стали артистами: Марія Степанівна (у шлюбі Францієва, 1799—1862) і Павло Степанович. Доля обдарувала Павла рідкісною пам'яттю. Ледве оволодівши промовою, він повторював за матір'ю довгі рядки з Євангелія. П. Мочалов навчався в одному з найкращих пансіонів Москви — пансіоні Терлікових. Отримав гарну на той час освіту, знав французьку. За спогадами його дочки Є. Шумилової-Мочалової, батько якийсь час навчався в Московському університеті, проте, в списках серед навчалися в цей час в університеті прізвища Мочалов не знайдено. 4 вересня 1817 Павло Мочалов вперше з'явився на сцені в ролі Полініка (п'єса В. А. Озерова «Едіп в Афінах») і 11 вересня в ролі Егісто (п'єса «Меропа») — на сцені казенного Театру на Моховій ; приміщення нинішніх Великого і Малого театрів відкрилися лише 14 жовтня 1824 — Малий театр і 18 січня 1825 — Великий театр. У виставі також брали участь його сестра і батько, який був у цей час відомим артистом. Достовірних відомостей про дебют не збереглося, проте в історії вивчення діяльності артиста існує думка, що вистава пройшла з великим успіхом. Приводом до цього стали спогади С. Т. Аксакова, який бачив домашню репетицію «Едіпа в Афінах». Тим не менш, перша розгорнута стаття про Мочалова з'являється тільки в 1823 р. ( Любитель театру. Зауваження на виставу Шекспірівської трагедії: Отелло на Імператорському Московському театрі 10 жовтня цього року // Благонамірений. 1823. Ч. 24. № 20. С. 101—106.).

У вівторок 4 вересня представлена буде: «Едіп в Афінах», трагедія в 5 діях, у віршах, з хорами, твори р. Озерова, в якій роль Полініка буде дебютувати в перший раз пан П. Мочалов, син актора пана Мочалова.
Оголошення // Московські відомості. 1817. 1 вересня. С. 1963.

## П. Мочалов у двадцяті роки
У цей час основою репертуару потихеньку стає водевіль і міщанська драма, в яких Мочалову теж доводиться грати. Однак не це привернуло глядачів і критиків до творчості артиста. У цей час Мочалов виконує роль Жоржа де Жерміні в п'єсі Дюканжа і Діно «Тридцять років, або Життя гравця» (1828), а також вперше для себе виконує роль Гамлета (наслідування Шекспіру С. І. Вісковатова) в 1827 році. Обидві ролі важливі тим, що Мочалов розкриває в них головні для себе теми бунту, сильної романтичної особистості. Особливо це виявляється в ролі Жоржа де Жерміні, трагедії людини, зануреної у свої пристрасті, для якого гра стає сенсом життя.

## Мочалов у тридцяті роки

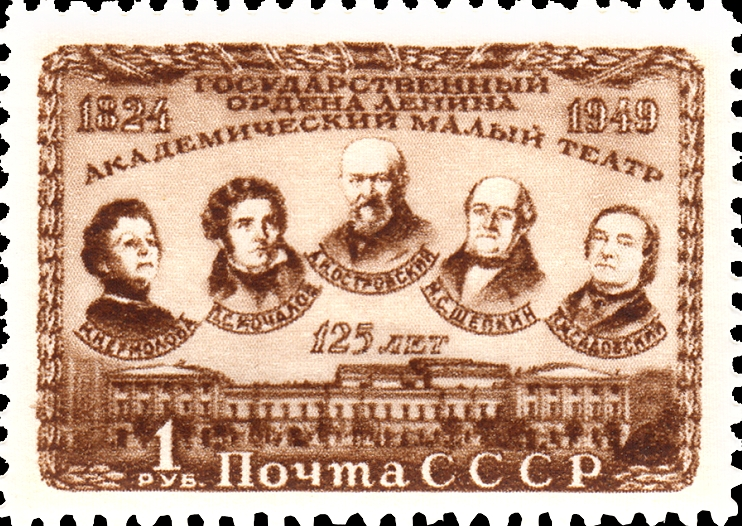
Драматург А. М. Островський (1823—1886), актори М. Н. Єрмолова (1853—1928), П. С. Мочалов (1800—1848), М. С. Щепкін (1788—1863) і П. М. Садовський (1818—1872). Поштова марка СРСР 1949 р.

Тут проявляється вражаюча здатність артиста перетворювати звичайну мелодраму на трагедію особистості. Яскравим прикладом може послужити образ Мейнау в п'єсі Коцебу «Ненависть до людей і каяття» (1832), в якій міщанська драма перетворювалася на боротьбу людини зі світом.
Вершиною творчості артиста стає «Гамлет» у перекладі М. А. Польового, переклад, який вважається романтичним, значно допоміг артистові у вираженні ідеї бентежного духу Гамлета-Мочалова. Про цю виставу написано безліч статей, необхідно тільки сказати, що Гамлет у виконанні Мочалова був сучасником людей, що сиділи в залі.

## Наприкінці життя
Повертаючись в 1848 року з гастролей у Воронежі, артист застудився — його карета провалилася під лід. У дорозі артист багато пив і закушував горілку снігом. Приїхавши в Москву, через кілька днів помер. Проводжати Мочалова в останню путь зібралося кілька тисяч людей. Купці закрили свої крамниці на тій вулиці, по якій проходила траурна карета, і приєдналися до процесії.
Похований на Ваганьковському кладовищі.